# Hermann Hankel
Hermann Hankel (Halle, 14 februari 1839 - Schramberg, 29 augustus 1873) was een Duits wiskundige. Hij studeerde bij en werkte samen met onder andere August Ferdinand Möbius, Bernhard Riemann, Karl Weierstrass and Leopold Kronecker.

## Leven en werk
Hankel was de zoon van de hoogleraar in de natuurkunde, Wilhelm Gottlieb Hankel. In 1849 verhuisde het gezin naar Leipzig, waar Hankel de Nicolai-school bezocht. Dankzij  goede prestaties in de wiskunde kreeg hij in de hogere klassen van het gymnasium toestemming om in plaats van de gebruikelijke klassieken, de Griekse wiskundigen in het origineel te lezen. Hij studeerde bij August Ferdinand Möbius, Scheibner en zijn vader in Leipzig, in 1860 bij Bernhard Riemann aan de Universiteit van Göttingen en bij Karl Weierstrass en Leopold Kronecker aan de Universiteit van Berlijn. Reeds in 1860 loste hij Göttingen met een eigen werk een prijsvraag over de Helmholtz-vortextheorie op en met een eveneens in Göttingen opgesteld werk over de ontwikkeling van rijen in kettingbreuken (die hij terugbracht door het onderzoek naar een speciaal type matrices, die in een nevendiagonaal identieke elementen hebben) promoveerde hij in 1862 in Leipzig. Reeds in zijn studietijd waren er aanwijzingen voor een ernstige ziekte.
In 1867 werd hij buitengewoon hoogleraar (universitair hoofddocent) in Leipzig, maar werd reeds in het volgende jaar als gewoon hoogleraar aan de Universiteit van Erlangen benoemd. Daar trouwde hij in 1869 met Marie Dippe. In 1869 werd hij in een leerstoel aan de Universiteit van Tübingen benoemd, waar hij hoopte meer studenten te kunnen trekken. Hij hervormde daar het wiskundige onderwijs en wijdde zich intensief aan het lesgeven.
In zijn „Prinzip der Permanenz der formalen Gesetze“ (Permanente principes van formele wetten) (1867) en zijn „Theorien der  komplexen Zahlsysteme“ (Theorieën van complexe getalsystemen) (eveneens 1867) onderzocht hij algebra's, zoals de complexe- en reële getallen, de quaternionen en de in de meetkunde gebruikte algebraïsche systemen van Möbius en Hermann Grassmann, van welke laatste hij als eerste het belang erkende. Deze studies waren eigenlijk als  voorstudies voor een leerboek over de functietheorie gedacht. Dat werk heeft hij door zijn vroege dood niet kunnen schrijven. Er verscheen in 1870 alleen een boek over reële functies, dat aanknoopte bij overeenkomstige onderzoekingen van Riemann.
Speciale cilinderfuncties, de Hankel-functies zijn naar hem genoemd, net als de door hem bestudeerde Hankel-transformaties. Verdere werkzaamheden betreffen de Riemann-integratietheorie.
In de zomer van 1872 kreeg Hankel een hersenvliesontsteking, waaraan hij bijna overleed. Nadat hij zich reeds in zijn andere werken steeds in de historische kant van het respectievelijke thema had verdiept en nu, na zijn actieve tijd als onderzoekswiskundige, een groot werk over de geschiedenis van de wiskunde plande, gaf hij een schets voor in een 1874 te verschijnen boek.  Dit werk is echter onvoltooid gebleven, aangezien hij opnieuw zwaar ziek werd en op een herstelreis naar het Zwarte woud aan de gevolgen van een beroerte stierf. Zijn colleges over projectieve meetkunde werden na zijn dood uitgegeven.